# Plochtchad Moujestva (métro de Saint-Pétersbourg)
Plochtchad Moujestva (en russe : Пло́щадь Му́жества) est une station de la ligne 1 du Métro de Saint-Pétersbourg. Elle est située dans le raïon de Kalinine, à Saint-Pétersbourg en Russie.
Mise en service en 1975, elle est desservie par les rames de la ligne 1 du métro de Saint-Pétersbourg.

## Situation sur le réseau

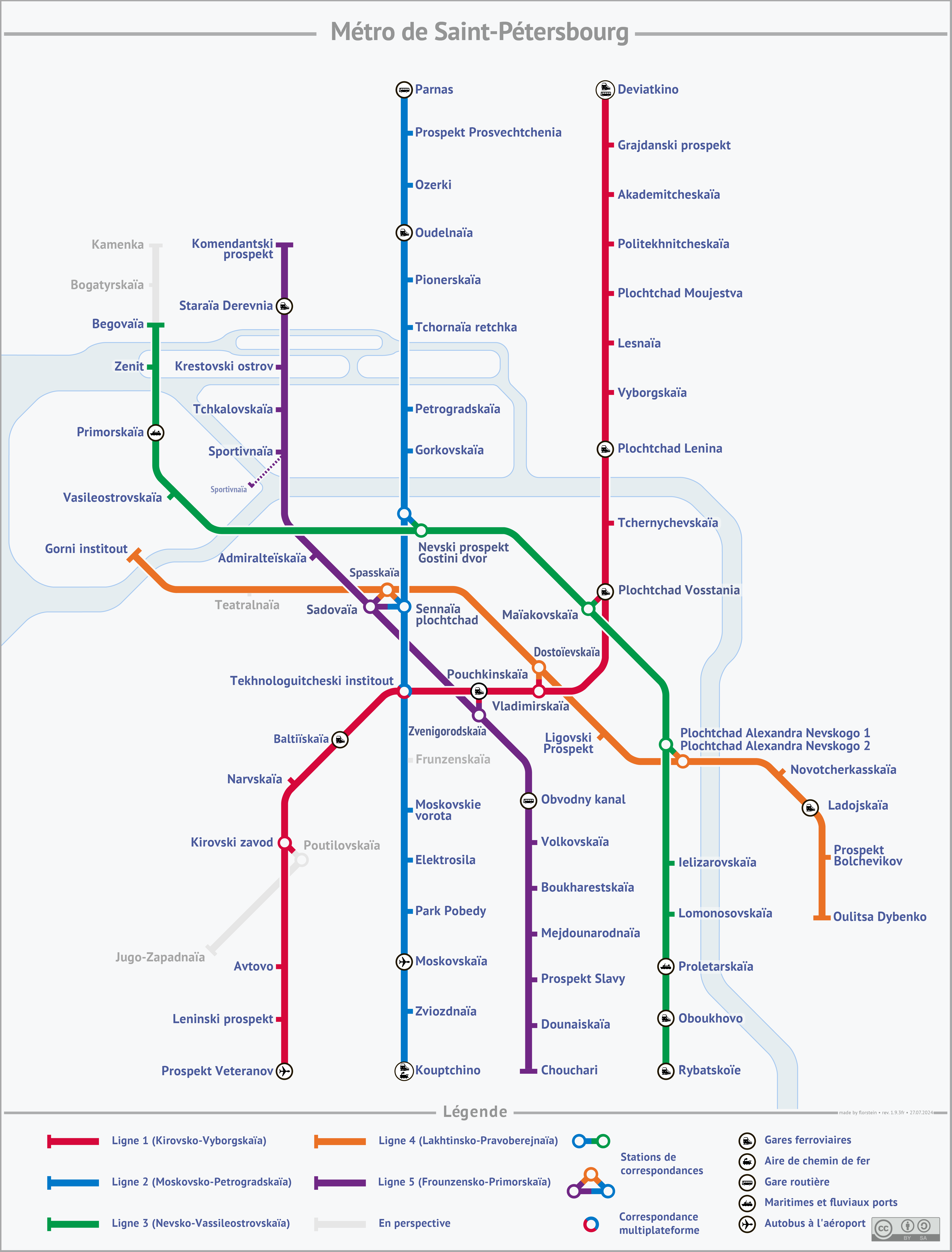
Plan du métro.

Établie en souterrain, à 67 mètres de profondeur, Plochtchad Moujestva est une station de passage de la ligne 1 du métro de Saint-Pétersbourg. Elle est située entre la station Politekhnitcheskaïa, en direction du terminus nord Deviatkino, et la station Lesnaïa, en direction du terminus sud Prospekt Veteranov.
La station dispose d'un quai central encadré par les deux voies de la ligne.

## Histoire
La station Plochtchad Moujestva est mise en service le 31 décembre 1975 lors de l'ouverture de la section de Lesnaïa à Akademitcheskaïa. Elle est nommée en référence à la place éponyme située à proximité.
Le 2 décembre 1995 le tunnel des voies est fermé entre Plochtchad Moujestva et Lesnaïa du fait d'importants problèmes d'infiltration d'eau qui impose qu'ils soient inondés. Pour rétablir les circulations deux nouveaux tunnels, avec une voie chacun, sont réalisés entre les deux stations et le service reprend le 26 juin 2004.

## Services aux voyageurs

### Accès et accueil
Elle dispose, en surface, d'un pavillon d'accès, en relation avec le sud du quai par un tunnel en pente équipé de trois escaliers mécaniques.

### Desserte
Plochtchad Moujestva est desservie par les rames de la ligne 1 du métro de Saint-Pétersbourg.

Installations et desserte
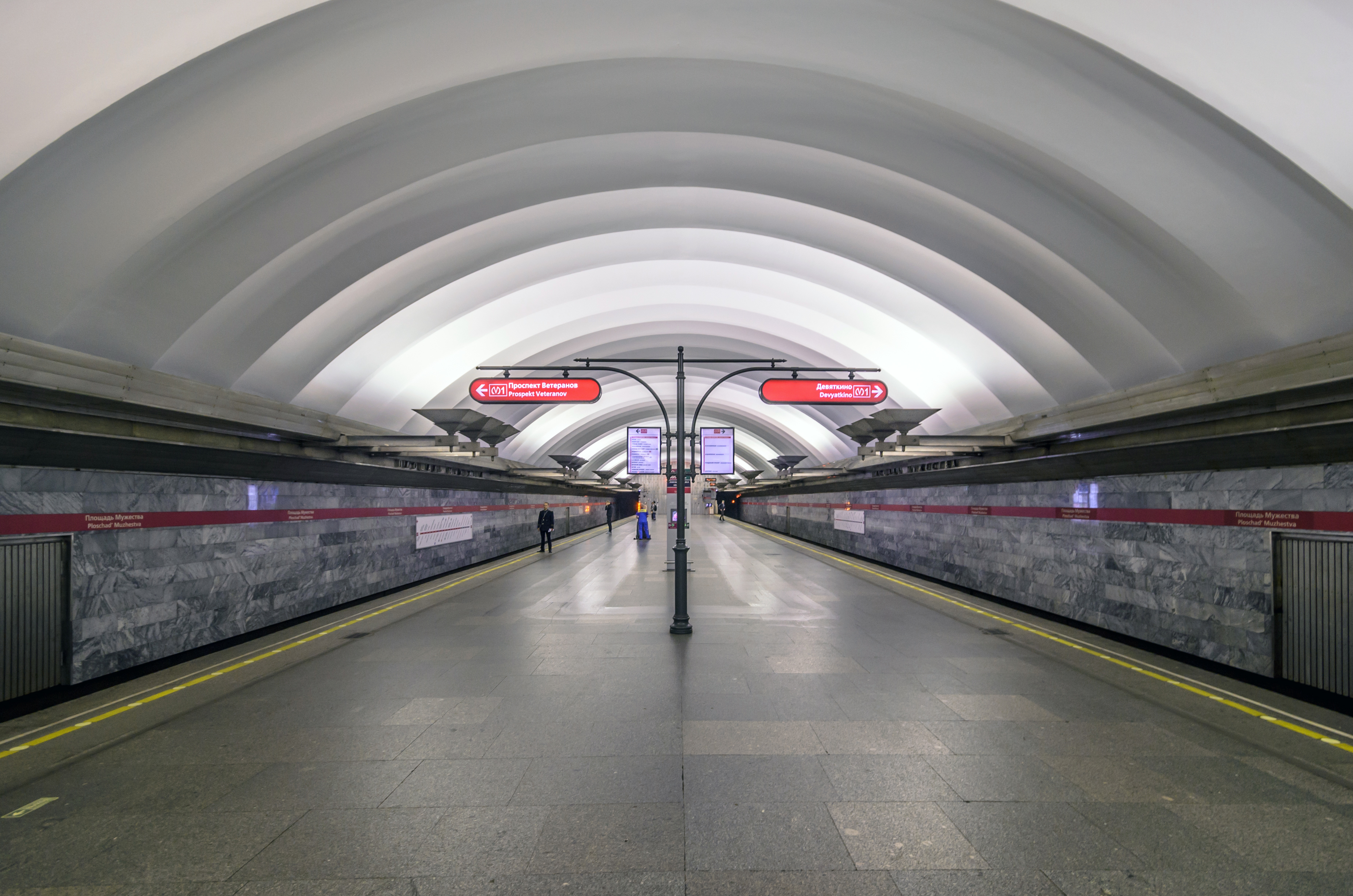
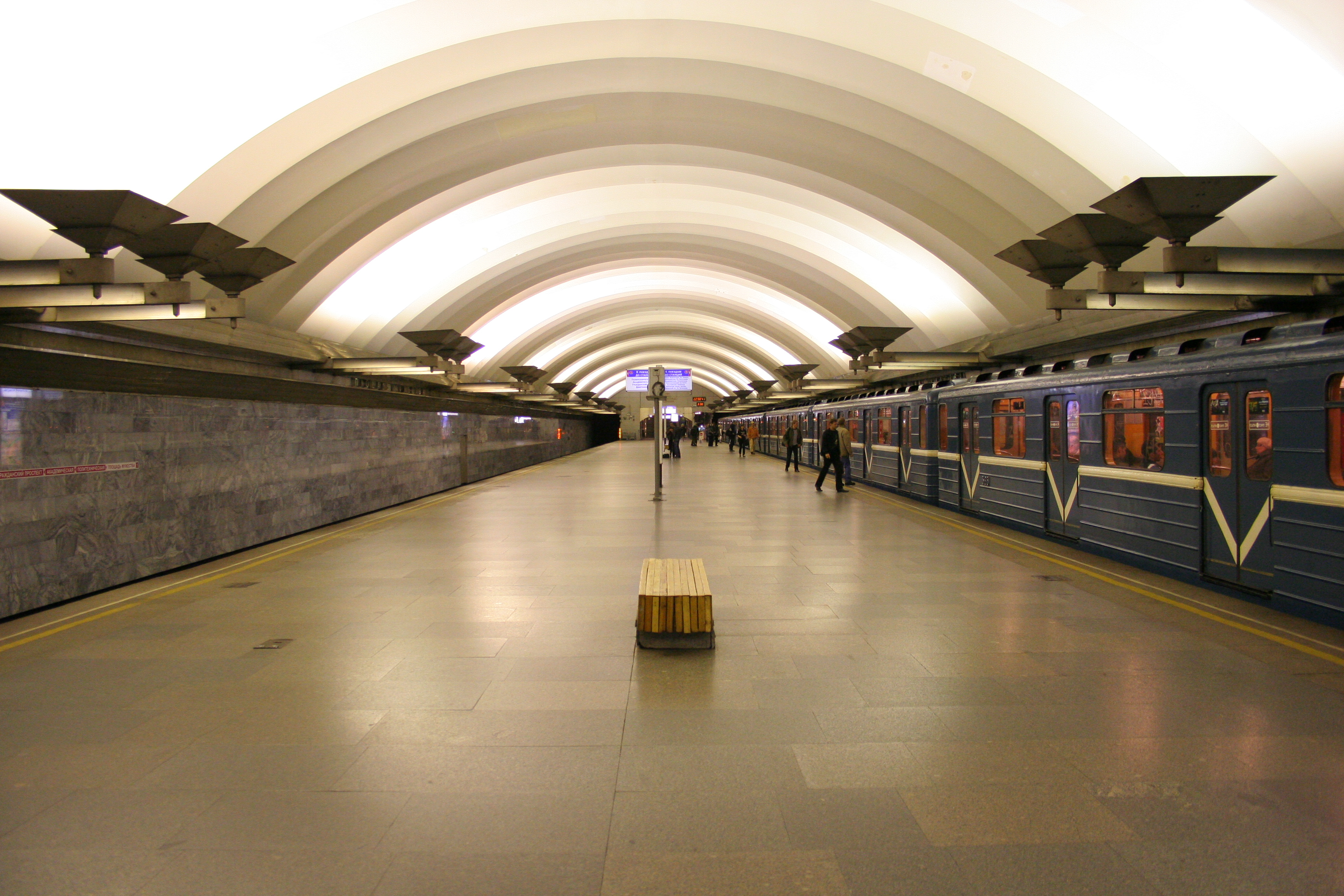
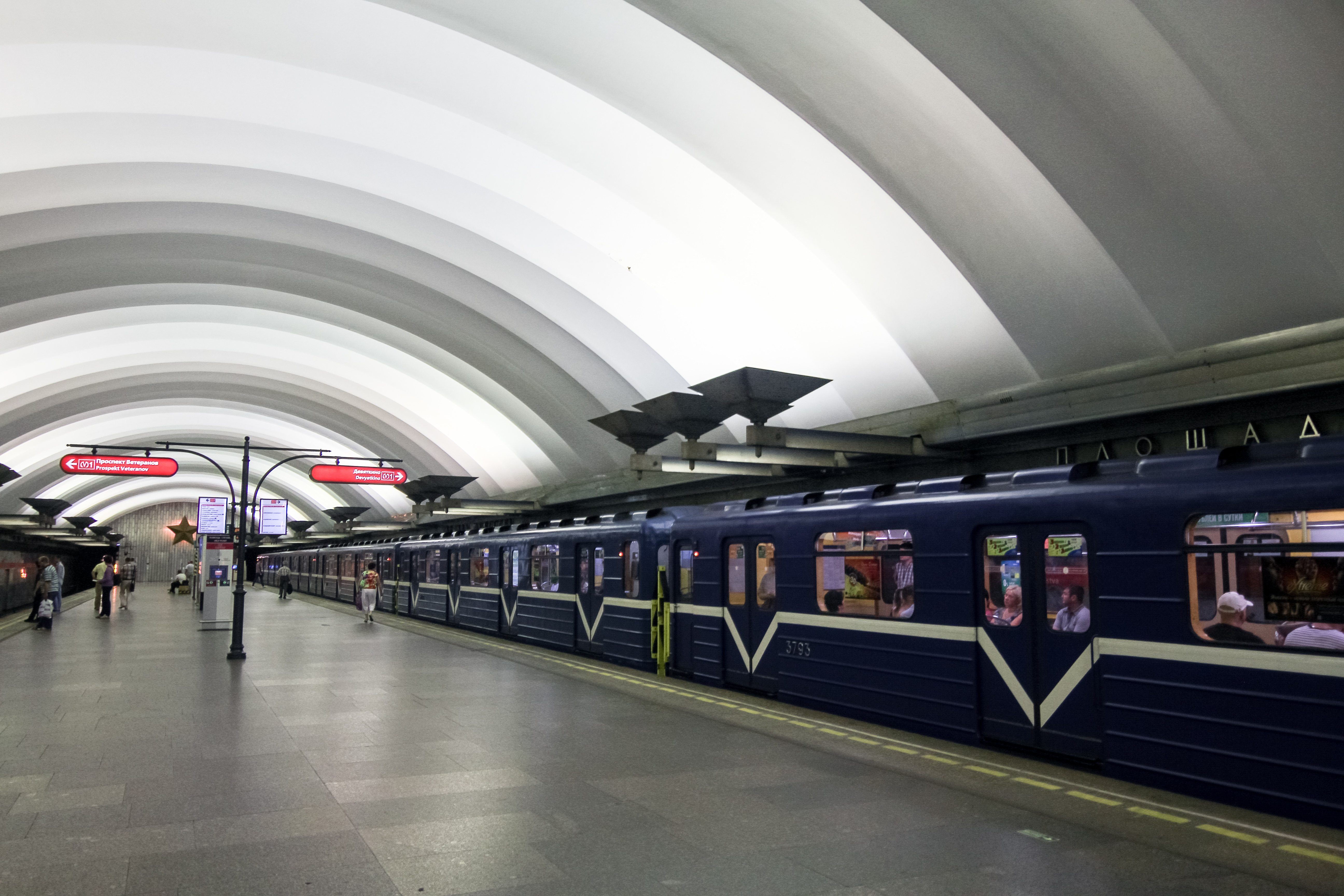

### Intermodalité
À proximité : une station du tramway de Saint-Pétersbourg est desservie par les lignes 38, 40, 55 et 61 ; un arrêt des trolleybus de Saint-Pétersbourg est desservie par les lignes 4, 6, 13 et 21 ; et des arrêts de bus sont desservis par de nombreuses lignes.